# Zac MacMath
Zachary Michael „Zac” MacMath (ur. 7 sierpnia 1991 w St. Petersburgu) – amerykański piłkarz występujący na pozycji bramkarza, od 2020 roku zawodnik Real Salt Lake.